# 肯尼·布罗肯布尔
肯尼·布罗肯布尔（英語：Kenny Brokenburr，1968年10月29日—），美国男子田径运动员，主攻短跑。他曾代表美国参加2000年夏季奥林匹克运动会田径比赛，获得男子4×100米接力金牌。